# Abd Shams ibn Abd Manaf
Abd Shams ibn Abd Manāf (arabe : عبد شمس بن عبد مناف) est un membre éminent de la tribu Quraych de La Mecque dans l'Arabie saoudite actuelle. Le sous-clan Banu Abd-Shams de la tribu Quraich et leurs descendants tirent son nom de lui.

## Biographie
Abd Shams était le fils aîné de Abd Manaf ibn Qusai. Ses jeunes frères étaient Muttalib ibn Abd Manaf, Nawfal et Hachim, d'après lesquels le clan Banu Hashim a été nommé.
Le Banu Umayya a été nommé d'après Umayya ibn Abd Shams, le fils biologique d'Abd Shams (plus probablement biologique) ou le fils adoptif, selon différentes versions.